# Федяевский, Константин Константинович
Константин Константинович Федя́евский (1903—1970) — советский учёный в области аэродинамики, гидродинамики судна и теории корабля. Лауреат Сталинской премии.

## Биография
Родился в старинной дворянской семье. Его дед — Константин Васильевич Федяевский (1835, Тамбов — 1919, Воронеж), культурный и общественный деятель, доктор медицины (1862). Отец — Константин Константинович Федяевский (1867—1943), экономист, краевед, мемуарист. Сестра Вера — график, иллюстратор. Брат, участник Белого движения, Сергей Константинович Федяевский. 
Окончил МВТУ имени Н. Э. Баумана (1929). В 1925—1970 годах работал в ЦАГИ. Одновременно преподавал в вузах Москвы (1929—1949) и в Ленинградском кораблестроительном институте (1949—1970).
Доктор технических наук, профессор (1935).

## Автор и соавтор книг
- Влияние качества ремонта поверхности самолета на скорость полета [Текст] / Авт. проф. К. К. Федяевский, ст. инж. Н. Н. Фомина ; Упр. воен. воздуш. сил Красной Армии. — Москва : Воен. изд-во, 1944. — 36 с. : ил.; 22 см еще
- Расчет турбулентного пограничного слоя несжимаемой жидкости [Текст] / К. К. Федяевский, А. С. Гиневский, А. В. Колесников. — Л. : Судостроение, 1973. — 256 с. : ил. — Библиогр.: с. 246—253. — 02.23 р.
- Гидромеханика [Текст] / К. К. Федяевский, Я. И. Войткунский, Ю. И. Фаддеев; ред. Я. И. Войткунский, 1968. — 567 с.
- Турбулентный пограничный слой крыла [Текст] / К. К. Федяевский. - Москва : изд. и тип. Центр. аэро-гидродинамич. ин-та им. проф. Н. Е. Жуковского, 1936. - 1 т.; 26х17 см. - (Труды Центрального аэро-гидродинамического института им. профессора Н. Е. Жуковского/ НКТП СССР. Глав. упр. авиац. пром-сти; Вып...).
- Гидроаэродинамика отрывного обтекания тел [Текст] / К. К. Федяевский, Л. Х. Блюмина. - Москва : Машиностроение, 1977. - 117 с. : ил.; 22 см.
- Управляемость корабля [Текст] : [Учеб. пособие для кораблестроит. вузов и фак.] / К. К. Федяевский, Г. В. Соболев. - Ленинград : Судпромгиз, 1963. - 375 с. : ил.; 22 см.
- Федяевский, Константин Константинович. Избранные труды [Текст] / Под ред. проф., д-ра техн. наук Г. А. Фирсова. - [Ленинград] : [Судостроение], [1975]. - 439 с. : ил.; 22 см.

## Премии и награды
- Сталинская премия второй степени (1948) — за разработку и внедрение в практику методов повышения скорости боевых кораблей
- премия имени А. Н. Крылова (1959) — за цикл трудов по разработке оригинальной вихревой модели корпуса судна и теоретическому исследованию управляемости судов
- заслуженный деятель науки и техники РСФСР (03.02.1964)
- орден Трудового Красного Знамени (16.09.1945)
- орден «Знак Почёта»
- медали